# Jove sostenint un medalló
Jove sostenint un medalló és una pintura atribuida a Sandro Botticelli. realitzada al voltant del 1480. El personatge podria ser algun membre de la familia Medici, però no es coneix la seva identitat, tot i que el medalló que sosté, que representa un sant, probablement conté pistes encara no codificades. Es creu que la pintura representa els ideals de bellesa de l'alta societat florentina durant el Renaixement. La seva túnica té un aspecte modest, però el seu color malva fosc hauria estat car d’aconseguir i suggereix que era ric i de classe alta. La obra va ser pintada amb tremp d'ou sobre fusta d'àlber amb unes mides de 58,7 cm d'alçada i 38,9 cm d'amplada. La figura d'un sant al medalló va ser inserida amb cura després de pintar el retrat i es creu que és original del pintor sienès Bartolomeo Bulgarini.

## Història
La pintura va ser adquirida per Sir Thomas Wynn (1736-1807) durant la seva estada a la Toscana, quan va viure a Florència, entre 1782 i 1791. El 1938, el seu descendent, Thomas John Wynn, baró Lord Newborough, de Caernarfon, Gal·les, el va vendre al comerciant d’art Frank Sabin.
El 1941, Frank Sabin va vendre el retrat al col·leccionista Sir Thomas Merton, amb qui el retrat va ser descrit per primera vegada com una peça de Botticelli. El 1960, es va convertir en el tema d'un pòster de l'Exposició d'Art Italià celebrada per la Reial Acadèmia d'Arts. El 1982, els seus descendents el van subhastar a Christie's per 810.000 lliures esterlines.
Després que Sheldon Solow comprés la peça en subhasta el 1982, el retrat es va cedir a museus com el Metropolitan Museum of Art de Nova York, la National Gallery de Londres i el Institut Städel de Frankfurt, on es va mostrar en una exposició de Botticelli el 2009-2010. El gener de 2021, el retrat es va vendre en una subhasta a Sotheby's a Nova York per 80 milions de dòlars, més 12,2 milions en impostos.